# Eliseo Salino
Eliseo Salino (Albissola Marina, 12 agosto 1919 – Albissola Marina, 19 febbraio 1999) è stato un ceramista e scultore italiano.

## Biografia
Ha frequentato l'Istituto Interuniversitario di Faenza. Ha partecipato alle maggiori mostre nazionali e internazionali; è stato premiato a Monza, Pesaro, Faenza, Roma, Firenze e Milano. Le sue opere si trovano in collezioni pubbliche e private in Italia, al museo di Silkeborg in Danimarca, alla galleria Bertier d'Arte moderna di New York e alla Mostra Internazionale di Praga. Dal primo volume "Artisti Italiani Contemporanei" casa editrice la Ginestra di Firenze leggiamo:
Eliseo Salino dedica da anni quasi tutta l'attività alla ceramica. Nei suoi vasi, nei pannelli tratta con somma abilità scene popolaresche: streghe in diabolico movimento seguite da gatti stregati; giostre di paladini a cavallo armati di lunghissime lance con mezzi espressivi del tutto personali, scene mitologiche e nudi modellati stupendamente. Eliseo Salino, ceramista e pittore, è stato uno dei protagonisti di primo piano del rinnovamento del linguaggio della ceramica di Albisola. Animatore con Tullio Mazzotti di quel gruppo di artisti, da Lucio Fontana a Aligi Sassu, da Agenore Fabbri a Asger Jorn, da Wilfredo Lam a Emilio Scanavino, Roberto Crippa e Emanuele Luzzati, che per anni ha portato avanti un ampio e articolato discorso sulle possibilità offerte dalla ceramica d'interpretare le idee e i problemi posti dell'arte contemporanea.

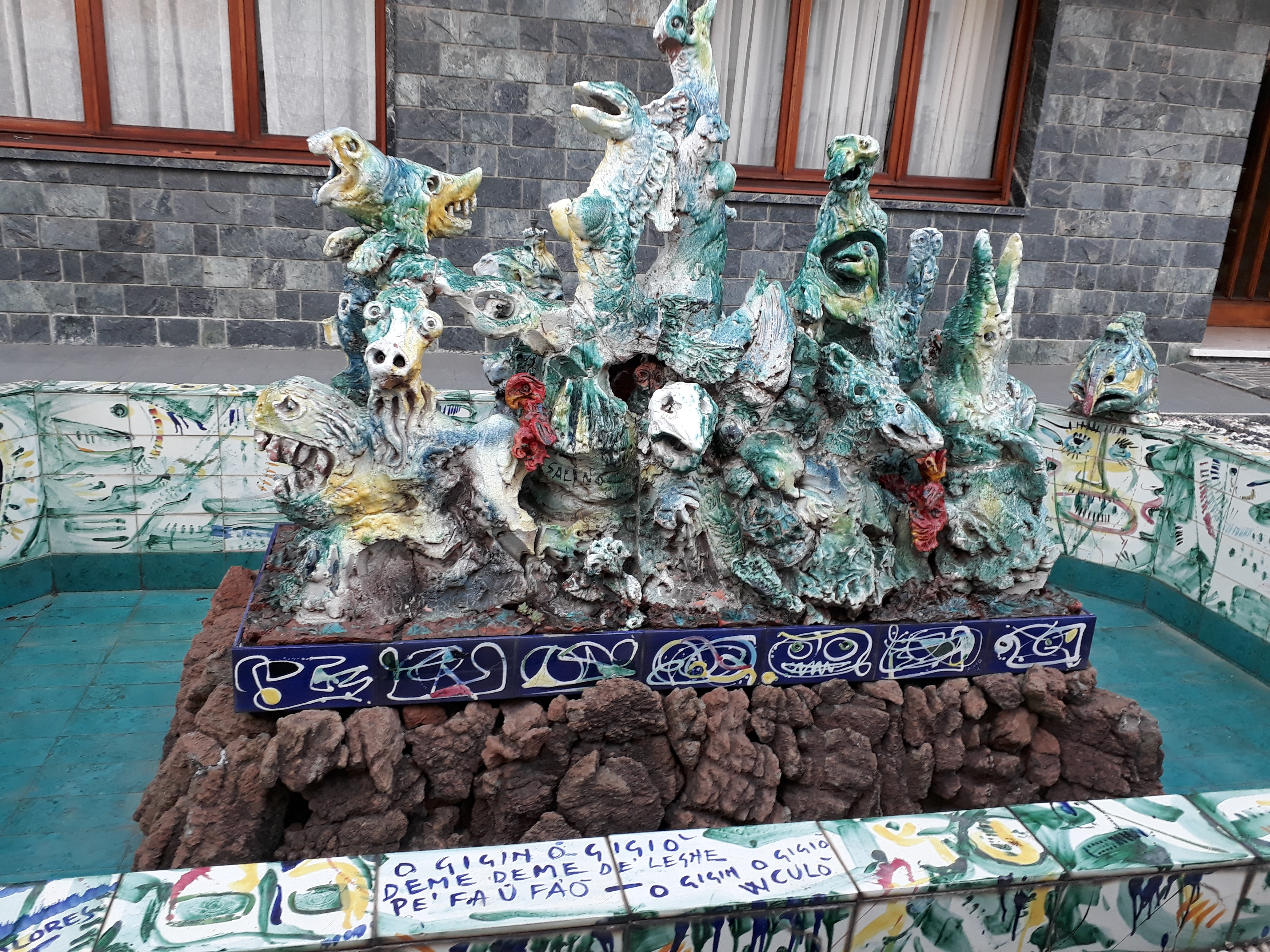
Fontana ceramica realizzata dal maestro Salino nel 1967 sita in via dell'arte figulina ad Albisola Superiore

## Lo stile pittorico
Salino ha aperto una nuova visione all'arte ceramica per l'enorme vitalità e l'acuta sensibilità che sprigionano le sue opere. Con un lavoro costante e paziente inserendosi nel pieno dei problemi più vivi ed attuali dell'arte d'oggi, egli ha sperimentato ogni nuova possibilità e ogni nuova apertura per dimostrare che anche la ceramica può assumere un ruolo di protagonista nelle arti visive. Con un impegno attento e sottile, portato avanti senza perdersi in sterili discussioni e divagazioni, ma con una costante dedizione che parte dall'intimo della sua esperienza e della sua estrosa fantasia, è giunto a soluzioni del tutto nuove dove la forma, il volume, il colore si fondono in una sintesi dalla forte carica espressiva che pone la materia al vertice dei valori. Vi è nei suoi dipinti un apporto diretto con il mondo del fantasioso e dell'immaginario. Gesto e materia sono i termini per raggiungere l'espressione, fortemente suggestiva e lirica, con una carica di libertà interiore, un clima di tensione, uno slancio aperto quasi una ventata di passione romantica. Un mondo di sensazioni interiori dirompenti e segrete, di apparizioni improvvise dove è acuto il senso del rapporto fra i valori spaziali e la proprietà intrinseca della materia quale elemento di natura, sviluppata in una trama coloristica e compositiva attivamente luministica e dinamica. Salino ha ormai un lungo cammino alle spalle, ricco di un lavoro attento e copioso nel quale ha profuso esperienze e tentativi fino a raggiungere la maturata sicurezza dell'attuale stadio della sua attività artistica. Ad Arenzano c'è esposto il celeberrimo presepe che Eliseo Salino ha modellato in ceramica policroma, ma si potrebbe dire "inventato". L'idea del presepe era venuta a due frati che avevano visto ad Albissola, alcune figurine presepiali, di Eliseo Salino. Un'opera da vedere ormai meta di turisti; altre opere come la chiesetta del Palazzolo ove ha fatto un intero ambiente (vetrate, altari, acquasantiere ecc.); il monumento allo spazzacamino (in Val d'Orco), non dimenticato protagonista d'ottocentesca poesia.
Il mondo dei ceramisti albisolesi è alquanto difficile, spesso attraversato da difficoltà di dialogo; in questa circostanza Salino (insieme a Giovanni Poggi suo socio nelle Ceramiche San Giorgio) spiccava come un'eccezione, data la sua capacità di dialogare con chiunque.
Eliseo Salino è morto il 19 febbraio 1999 alle ore 07.00 causa infarto.